# Custer megye (Dél-Dakota)
Custer megye az Amerikai Egyesült Államokban, azon belül Dél-Dakota államban található. Megyeszékhelye és legnagyobb városa Custer. Lakosainak száma 8318 fő (2020. április 1.). Custer megye Pennington, Oglala Lakota, Fall River, Niobrara és Weston megyékkel határos.

## Népesség
A megye népességének változása:
| Lakosok száma | 8271 | 8347 | 8348 | 8468 | 8446 | 8318 |
|               | 2010 | 2011 | 2012 | 2013 | 2015 | 2020 |